# Pseudobunocephalus bifidus
Pseudobunocephalus bifidus är en fiskart som först beskrevs av Eigenmann 1942.  Pseudobunocephalus bifidus ingår i släktet Pseudobunocephalus och familjen Aspredinidae. Inga underarter finns listade i Catalogue of Life.